# Pterotricha dalmasi
Pterotricha dalmasi är en spindelart som beskrevs av Fage 1929. Pterotricha dalmasi ingår i släktet Pterotricha och familjen plattbuksspindlar. Inga underarter finns listade i Catalogue of Life.